# Peter Weir
Peter Lindsay Weir (Sydney, 21. kolovoza 1944.) je australski filmski redatelj. Nakon što je odigrao jednu od ključnih uloga u Australskom novom valu s filmovima kao što su Piknik u Hanging Rocku, Posljednji val i Galipolje, Weir je režirao nekoliko istaknutih filmova u američkoj i međunarodnoj produkciji od kojih su mnogi postali veliki box-office hitovi. 
Peter Weir do danas je nominiran za šest prestižnih nagrada Oscar i to četiri puta kao redatelj (Svjedok, Društvo mrtvih pjesnika, Trumanov show i Gospodar i ratnik: Daleka strana svijeta), jednom kao scenarist (Zelena karta) i jednom kao producent (Gospodar i ratnik: Daleka strana svijeta). 

## Filmografija

### Dugometražni filmovi
- The Cars That Ate Paris (1974.)
- Piknik u Hanging Rocku (1975.)
- Posljednji val (1977.)
- Galipolje (1981.)
- Godina opasnog življenja (1982.)
- Svjedok (1985.)
- Obala komaraca (1986.)
- Društvo mrtvih pjesnika (1989.)
- Zelena karta (1990.)
- Lice straha (1993.)
- Trumanov show (1998.)
- Gospodar i ratnik: Daleka strana svijeta (2003.)
- Bijeg iz Gulaga (2010.)

### Kratki filmovi
- Three to Go (1969.) (epizoda "Michael")
- Homesdale (1971.)
- Three Directions In Pop Music (1971.)
- Incredible Floridas (1972.)

### Televizijski rad
- Man on a Green Bike (1969.)
- The Plumber (1978.)

## Vanjske poveznice
- Peter Weir u internetskoj bazi filmova IMDb-u (engl.)
- Peter Weir's 2010 David Lean lecture at BAFTA  Arhivirana inačica izvorne stranice od 3. rujna 2011. (Wayback Machine)
- Peter Weir Cave (neslužbena stranica Petera Weira)
- Photo of Peter Weir at the 76th Annual Academy Awards
- Senses of Cinema: Great Directors Critical Database